# Freestyle motocross

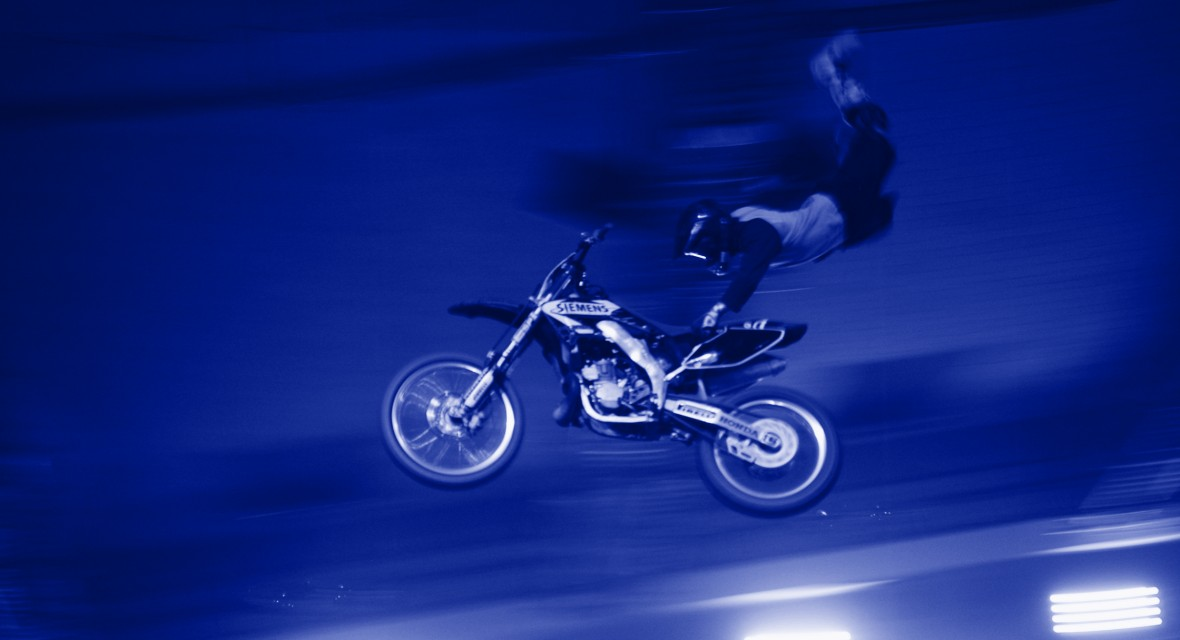
Een freestylesprong.

Freestyle motocross is een tak van motorsport waarbij uitsluitend mooie sprongen met crossmotor worden gemaakt. De sport is ontstaan in Mexico waar mensen met een soort van crossmotors over bulten heen sprongen.
Deze sprongen zijn meestal ontstaan doordat crossers op deze wijze hun overwinningen vieren. De namen voor de sprongen stammen veelal uit de skate-, surf- en BMX-wereld - zoals Cam Can, Candybar, HeelClicker, Cliffhanger, El Cordobes, Fenderkiss, Fender Grab, Front Wheel Wheelie, Heart Attack, Heartbreaker, Indian Air, Lazy Boy, Nac Nac, No Feet Landing, No Footer, No Hander Landing, One Hander No Footer, Rodeo, Seat Air, Sexual Big Air, Superman, Superman Seatgrab, Surrend Wrapt.